# Tainá
 (juillet 2024).
Tainá, de son nom complet Tainá Suelen Borges de Oliveira, née le 1er mai 1995 à São Paulo, est une footballeuse internationale brésilienne évoluant au poste de gardienne de but.

## Biographie

### En sélection
Tainá a fait ses débuts avec l'équipe des moins de 17 ans contre l'Allemagne le 5 octobre 2012.
Après avoir représenté le Brésil au niveau des moins de 17 ans lors de la Coupe du monde des moins de 17 ans, Tainá a été convoquée pour la première fois en équipe nationale le 15 mars 2024 dans le cadre de la Coupe SheBelieves 2024. Elle a fait ses débuts internationaux contre le Canada le 6 avril 2024.

## Palmarès

### En club
- Centro Olímpico
  - Championnat du Brésil :
    - Championne : 2013.

- Corinthians
  - Championnat du Brésil :
    - Championne : 2018, 2020, 2021, 2022 et 2023.

  - Copa Libertadores :
    - Vainqueur : 2019, 2021 et 2023.

  - Championnat de São Paulo :
    - Championne : 2019, 2020 et 2021.

  - Supercoupe du Brésil :
    - Vainqueur : 2022 et 2023.